# 罗兰贝格
罗兰贝格（Roland Berger，2001年至2015年稱為罗兰贝格战略咨询，Roland Berger Strategy Consultants）是一家国际管理咨询公司，总部设在德國慕尼黑。它在35个国家拥有2400名雇员和52个办事处，在所有全球主要的工业化国家和新兴市场都有业务。
该公司由羅蘭貝格于1967年创立，該公司于1970年代和1980年代將業務扩展到全球。1987年至1998年，德意志银行拥有該公司的多数股权，罗兰贝格在1990年代被管理层收购后发展为合伙企业。截至2021年，罗兰贝格是一家独立的合伙企业，由大约230名合伙人独家拥有。

## 历史
1962年至1967年，罗兰-贝格在波士顿咨询公司担任管理顾问。随后，他以独资企业罗兰-贝格国际营销咨询公司的名义开始创业。他的第一个任务是为旅游运营商Touropa开发新的广告概念。多年来，公司的业务越来越多地从营销转向战略咨询。罗兰-贝格在德国成功建立了以前在美国闻名的商业模式。

### 国际化
罗兰-贝格将公司更名为 "罗兰-贝格国际管理咨询公司"。1969年，在米兰设立了分公司，1976年又在圣保罗设立了分公司。后来又在法国、英国、日本、西班牙和美国设立了办事处。罗兰-贝格公司参与了多个财团的组建，以强调其业务的国际化性质。同时还成立了一个控股公司，作为公司的控股公司。
1980年，罗兰-贝格公司成为欧洲第一个加入管理咨询工程师协会（ACME）的管理咨询公司。这是美国历史最悠久、最著名的管理咨询行业协会。[16] 在20世纪80年代的进一步发展过程中，罗兰-贝格公司发展成为领先的战略咨询公司。
20世纪80年代，罗兰-贝格和德意志银行管理委员会主席阿尔弗雷德-赫尔豪森提出了欧洲式投资银行的概念。在此背景下，德意志银行从1987年起逐步收购了罗兰-贝格的合格多数股权。德意志银行希望扩大咨询业务，使其成为商业银行和投资银行之外的第三大业务支柱。但是，赫尔豪森于1989年被红军派暗杀后，合作陷入了停顿。随着对摩根-格伦费尔的收购，咨询业务在德意志银行的关注度降低。
德意志银行进入后，罗兰贝格的营业额几乎翻了一番，这主要得益于其活动的全球化。但由于监管要求，公司被拒绝进入美国市场，因此公司越来越重视东方市场。铁幕倒塌后，罗兰贝格在前东欧集团国家成立了子公司。公司还扩展到日本、中国和印度。

### 向德国财政部提出建议
柏林墙的倒塌为公司在国内市场的发展提供了更多机会。早在1989年12月，罗兰贝格就开始在德意志民主共和国开展业务，并迅速成为当地领先的管理咨询公司。除私人任务外，公司还为Treuhandanstalt私有化机构提供国有企业私有化和重组方面的建议。罗兰-贝格在研究公司的经营理念方面发挥了关键作用，因此《经济周刊》将该公司称为 "东德经济的秘密统治者"。不过，到1992年，罗兰-贝格接到的此类任务已经少得多。东德的私营企业大多是中型企业，对咨询的需求较少。

### 合作与独立
最后，1998年所有权结构发生了重大变化。在管理层收购中，罗兰-贝格公司的合伙人接管了股份。管理层期望银行的退出能加速增长，因为利润可以更灵活地投资。公司获得了进入美国市场的无障碍通道。德意志银行最初保留的少数股份为个位数百分比，最终在2000年从中出售了股份。随后罗兰-贝格公司再次完全独立。
2001年，罗兰-贝格宣布从管理层转入监事会。2002年，合伙人选举布克哈德-施万克为新的老板。除顾问外，公司越来越多地雇用工程师。人事咨询被停止。
2010年，马丁-C-威蒂什当选为罗兰-贝格公司的新掌门人。布克哈德-施万克取代罗兰-贝格担任监事会主席，而罗兰-贝格仍以名誉主席的身份参与董事会。
罗兰-贝格从监事会退休，标志着公司进入了一个新的时代。2010年，公司宣布与英国德勤咨询公司的咨询部门合并。最终，由于罗兰-贝格公司合伙人的抵制，该计划失败。与德勤的合并被取消后，罗兰-贝格公司进行了增资，以扩大咨询公司的财务范围。